# Жечиця-Ксенжа
Жечиця-Ксенжа (пол. Rzeczyca Księża) — село в Польщі, у гміні Тшидник-Дужий Красницького повіту Люблінського воєводства.
Населення — 772 особи (2011).
У 1975-1998 роках село належало до Тарнобжезького воєводства.

## Демографія
Демографічна структура станом на 31 березня 2011 року:
|          | Загалом | Допрацездатний вік | Працездатний вік | Постпрацездатний вік |
| -------- | ------- | ------------------ | ---------------- | -------------------- |
| Чоловіки | 370     | 87                 | 226              | 57                   |
| Жінки    | 402     | 93                 | 214              | 95                   |
| Разом    | 772     | 180                | 440              | 152                  |